# Brasserie Deca
La brasserie Deca (en néerlandais : Brouwerij Deca) est une brasserie familiale belge située à Woesten (commune de Vleteren) en province de Flandre-Occidentale. Elle produit principalement les bières Antiek et Vleteren. 

## Histoire
L'entreprise qui aurait été fondée vers 1850 produisait de la bière ainsi que de la limonade. Elle devient la brasserie Decaestecker vers les années 1880-1890. Détruite pendant la Première Guerre mondiale, la brasserie est reconstruite peu après et s'appelle Deca, diminutif de Decaestecker. Elle produit alors principalement des bières de fermentation basse (pils et bières de table). L'entreprise est reprise en 1980 par Georges Christiaens qui crée l'Antiek, une bière de fermentation haute. La brasserie est aujourd'hui dirigée par son fils Nicolas. Depuis 2010, la brasserie est aussi mise en location pour que d'autres brasseurs comme Brouwerij Bier & Karakter puissent y produire leurs bières. Les bières Vleteren produites à la brasserie ne doivent pas être confondues avec les célèbres bières trappistes Westvleteren qui sont brassées à l'abbaye de Saint-Sixte distante d'environ 6 km.

## Bières
- Antiek Blonde - 8%
- Antiek Super 5 Blonde - 5%
- Vleteren Alt - 8%
- Vleteren Bruin - 8%
- Vleteren Bruin Port barrel - 12%
- Vleteren Blond Bourbon barrel - 12%
- Georges IV - 8%, bière blonde créée en mémoire de Georges Christiaens.

## Sources
- Le Petit Futé